# 150 Nassau Street
150 Nassau Street, también conocida como Park Place Tower y American Tract Society Building, es un edificio de 23 pisos y 89 m (metros) de altura en el Distrito Financiero del Lower Manhattan en Nueva York (Estados Unidos). Está en la esquina sureste de Spruce Street y Nassau Street, junto al 8 Spruce Street, el antiguo edificio del New York Times y el Ayuntamiento de Nueva York.
150 Nassau Street se construyó entre 1894 y 1895 como la sede de la American Tract Society (ATS), una organización sin fines de lucro, no sectaria pero evangélica que distribuía folletos religiosos. Diseñado por el arquitecto R. H. Robertson, es uno de los primeros rascacielos construidos a partir de un esqueleto de acero y se encontraba entre los edificios más altos de Nueva York cuando se completó.
150 Nassau Street se encuentra cerca de Park Row, que contenía varias sedes de periódicos. El edificio no obtuvo ganancias durante la ocupación de ATS, y New York Life Insurance Company embargó el edificio en 1914. Después de que ATS se mudó, el New York Sun lo ocupó desde 1914 hasta 1919. Los pisos 10 al 23 del se convirtieron en condominios entre 1999 y 2002. En 1999, fue designado como un hito de la ciudad por la Comisión para la Preservación de Monumentos Históricos de Nueva York. También es una propiedad que contribuye al Distrito histórico de Fulton-Nassau, creado en 2005 e inscrito en el Registro Nacional de Lugares Históricos.

## Sitio
150 Nassau Street se encuentra en el Distrito Financiero de Manhattan, al este del Ayuntamiento de Nueva York y el Civic Center. Está ubicado en una parcela en forma de paralelogramo que linda con Nassau Street al oeste por 30,66 m (metros) y Spruce Street al norte por 28,8 m. El Morse Building está inmediatamente al sur, mientras que una plaza pública y 8 Spruce Street se encuentran al este. El Potter Building y 41 Park Row se encuentran al otro lado de Nassau Street y la Universidad de Pace se encuentra al otro lado de Spruce Street.

## Diseño
150 Nassau Street fue diseñado por Robert Henderson Robertson en estilo románico. Tiene 89 m (metros) de altura y 23 pisos. Fue uno de los primeros rascacielos de Nueva York en emplear un marco esquelético de acero. Está diseñado con elementos de la arquitectura neorrománica y neorrenacentista.

### Forma

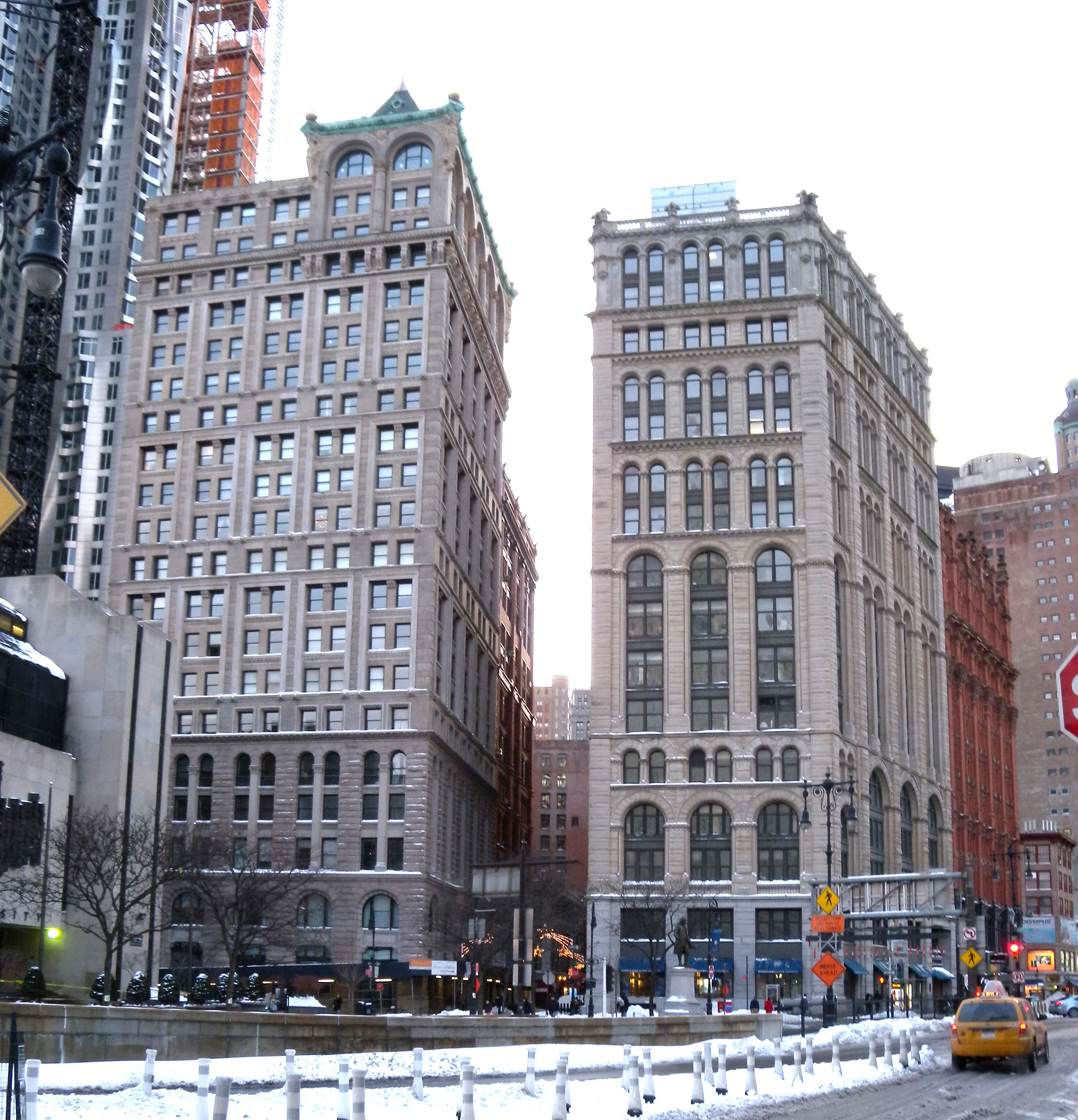
Mirando al sur desde la entrada del Puente de Brooklyn; 150 Nassau Street está a la izquierda y 41 Park Row a la derecha

Gran parte del edificio tiene 20 pisos de altura, a excepción de su esquina noroeste, que contiene una pequeña torre de tres pisos con techo inclinado. La parte superior del techo principal tiene 80 m de altura, pero la parte superior del techo inclinado tiene 89 m. Los pisos sobre el primer piso tienen forma de U, con un pequeño patio de luces orientado al sur. Dos torres de agua se ubicaron sobre el techo principal, pero fueron retiradas. El lado de Nassau Street consta de una galería de tres pisos, destinada a complementar 41 Park Row hacia el oeste, con un piso superior al aire libre.

### Fachada
En el momento de la construcción de 150 Nassau Street, las fachadas de muchos de los primeros rascacielos del siglo XIX consistían en tres secciones horizontales similares a los componentes de una columna, a saber, una base, una sección media y un capitel. 150 Nassau Street contiene seis capas horizontales, divididas por hileras de bandas y cornisas: de estas, dos están en la base, tres en la sección media y una en la parte más alta. Ambas fachadas principales contienen cinco tramos verticales. La entrada principal, ubicada en la bahía central de Nassau Street, consta de un arco de doble altura sostenido por dos pares de columnas, una a cada lado. Debajo del arco hay un entablamento elaborado y un travesaño semicircular. La mayoría de sus ventanas son de guillotina.
Las fachadas principales son las fachadas norte y oeste, que están hechas de mampostería autoportante en el piso hasta el quinto piso, y ladrillo y terracota sostenidos por vigas de caja del edificio en los pisos superiores. El sótano del lado de Spruce Street es visible debido a la pendiente descendente del lote de oeste a este. En los dos pisos más bajos de ambas fachadas principales, cada tramo contiene una ventana arqueada. En cada uno de los pisos tercero al vigésimo, hay dos ventanas de guillotina en cada bahía. Los pisos 6, 10, 14 y 18 están enmarcados por cornisas en la parte superior e inferior, y dividen la sección media en tres segmentos horizontales distintos. Los pisos 19 al 23 forman una «capital»; los pisos 19 y 20 cubren toda el área del lote y tienen un diseño similar a los pisos inferiores, pero el piso 21 contiene una galería arqueada al aire libre que mide dos bahías de ancho en Spruce Street y cinco bahías de ancho en Nassau Street. Los pisos 21 al 23 constituyen la torre del edificio: los pisos 21 y 22 contienen paredes de tejas y ventanas rectangulares, mientras que el piso 23 contiene un techo inclinado con buhardillas.
La terracota, posiblemente creada por New York Architectural Terra Cotta, se utilizó para los detalles decorativos de la fachada. Cuando se construyó, el piso superior contenía más ornamentación, como un asta de bandera y fastigios, lo que hizo que el edificio se destacara en el horizonte. Las figuras aladas en la parte superior de la fachada eran similares a las del edificio anterior del Corn Exchange Bank de Robertson en las calles William y Nassau.

### Cimentación
El suelo directamente debajo de 150 Nassau Street estaba hecho de una capa de arena roja fina que se extendía 11 m (metros) de profundidad, luego una capa de arcilla de 2,1 a 2,4 m, seguida de otra capa de fina arena. La capa de lecho rocoso se ubicó a 30 m bajo tierra, y los constructores decidieron no excavar hasta la profundidad del lecho rocoso utilizando pozos de cimentación. Durante la construcción, los cimientos se excavaron a una profundidad de 11 m. Los constructores luego clavaron pilotes en el suelo. Cada pilote estaba hecho de troncos de abeto de entre 6,1 y 7,6 m de largo y 250 a 360 mm (milímetros) de ancho. Encima de cada pilote había bloques de granito, luego pilares verticales de ladrillo y finalmente zapatas de hierro fundido para las columnas del edificio.
A lo largo de partes de las paredes sur y oeste, los constructores no pudieron instalar pilotes para proporcionar cimientos para las columnas. En cambio, estas columnas estaban sostenidas por voladizos hechos de cerchas; se utilizaron seis pares de voladizos. Varios edificios vecinos, incluido el edificio Morse, se apoyaron mientras se construían los cimientos. Las columnas están generalmente espaciadas entre 5,5 y 5,8 m.

## Características
150 Nassau Street utiliza unas 2418 t (toneladas) de metal. Por lo general, cada piso está sostenido por pares de vigas en I, con cada par espaciados alrededor de 1,9 m (metros) de distancia. Las vigas en I debajo del sótano a través del tercer piso tienen 300 mm (milímetros) de espesor, mientras que las vigas en I debajo de los pisos restantes tienen 380 mm de espesor. Las vigas de caja también se encuentran debajo de los pisos 6, 10, 14 y 18, y las vigas de placa están debajo del piso 19. Los pisos en sí están hechos de arcos planos de ladrillo de 300 mm de profundidad. Las columnas se envolvieron con 100 mm de ladrillo para proporcionar protección contra incendios.
150 Nassau Street cuenta con seis ascensores dispuestos alrededor de un espacio semicircular en la esquina noroeste del edificio. De estos, dos eran originalmente «ascensores rápidos» que llegaban sin escalas a los pisos superiores. La única escalera contra incendios se encuentra en el lado opuesto de los vestíbulos semicirculares de los ascensores en cada piso. Una vez terminado el edificio, el ATS describió las nuevas instalaciones como «convenientes o necesarias para una oficina del más alto nivel». Estos incluían radiadores debajo de cada ventana, así como servicios de vapor, electricidad y gas. Se ubicaron dos escaparates a nivel del suelo y había espacio para cuatro tiendas adicionales en el sótano; el piso 22 también contenía un restaurante. El resto tenía espacio para más de 700 oficinas. Según la construcción, cada piso tenía 36 oficinas, que se podían alquilar como unidades individuales o como parte de una suite de unidades múltiples. Los pasillos se construyeron con un ancho relativamente estrecho para maximizar el espacio de oficinas.
Desde la renovación de 2002, los nueve pisos más bajos contienen 80 oficinas corporativas. Los pisos 10 al 23 contienen 45 condominios de lujo, la mayoría de los cuales son unidades de dos o tres dormitorios. Los tres pisos superiores contienen una unidad de penthouse con 590 m² de espacio, una terraza al aire libre, una terraza privada en el techo y techos de 5,5 m de altura. El ático, denominado «Skyhouse», fue diseñado por David Hotson y Ghislaine Viñas, e incluye características como diseños geométricos y un tobogán de 24 m. Como se planeó originalmente, el piso 23 se utilizaría como condominios.

## Historia

### Planificación

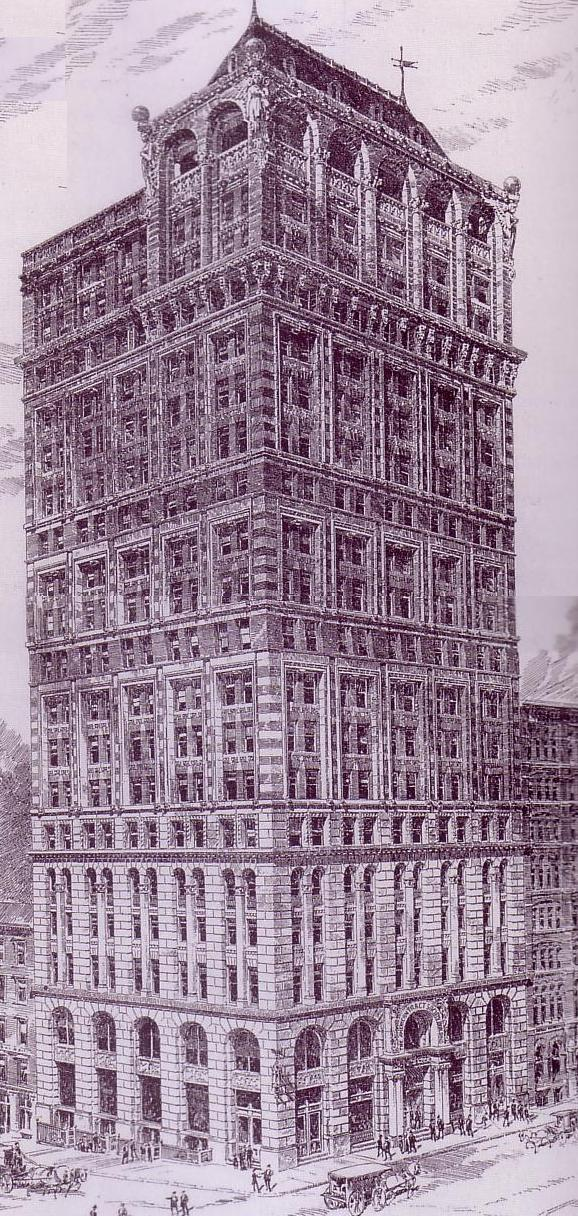
Dibujo de 1895.

La American Tract Society, o ATS, se estableció en 1825 como una organización sin fines de lucro, no sectaria pero evangélica. Fue la primera organización en los Estados Unidos formada específicamente para distribuir tratados religiosos. ATS compró un terreno en 1825 en la esquina suroeste de las calles Nassau y Spruce, completando su Tract House de cuatro pisos el próximo año. Las direcciones de la casa se cambiaron posteriormente a 144 Nassau Street en 1827, y luego a 150 Nassau Street en 1833. Se construyó una Tract House de cinco pisos en el mismo sitio en 1846-1847.
Posteriormente, ATS entró en declive financiero después del Pánico de 1873. En 1886, la sociedad había votado a favor de un «examen exhaustivo de todos [sus] asuntos y negocios». En 1894, el comité ejecutivo de ATS propuso reubicar la parte alta de la ciudad en Madison Square Park, afirmando que la mayor parte del comercio de Nueva York se había trasladado más al norte. Dos años más tarde, ATS decidió en cambio construir un nuevo rascacielos especulativo en su terreno actual, calificando el sitio como «una inversión segura y remunerativa». A finales del siglo XIX, el área circundante se había convertido en el «Newspaper Row», llamada así porque varias sedes de periódicos se habían construido en el Park Row adyacente, incluido los edificios New York Times, Potter, Park Row y New York World . Mientras tanto, la impresión se centró en Beekman Street, a menos de una cuadra al sur de 150 Nassau Street.

### Construcción
ATS compró dos lotes cercanos en marzo de 1894 y Robertson anunció planes para un nuevo rascacielos de 23 pisos en el sitio el mes siguiente. Robertson presentó estos planos al Departamento de Edificios de Nueva York en mayo de 1894. Se esperaba que la estructura costara 1 millón de dólares. ATS financió el proyecto hipotecando su propiedad existente.
La construcción comenzó casi inmediatamente después. William Williams Crehore fue el consultor de ingeniería, John Downey fue el contratista general y George R. Read se desempeñó como supervisor de construcción y agente administrativo. Keystone Bridge Works fue el proveedor de acero, Atlas Iron Construction fue el contratista de acero y Louis Weber Building fue el contratista de albañilería. La estructura se erigió con la torre de perforación más grande utilizada en la ciudad en ese momento, completando dos pisos por semana. Se instalaron dos motores de doble tambor en el séptimo piso de la cancha de luces para subir el material: uno con 22 kW y el otro con 37 kW. Se temía que el Morse Building adyacente fuera estructuralmente inestable cuando apareció una grieta en la fachada debido a la construcción de 150 Nassau Street, aunque los ingenieros dijeron que no era grave.
Durante la construcción del nuevo edificio, ATS estuvo exento de impuestos inmobiliarios. A principios de 1895, el edificio en construcción se evaluó en 300.000 dólares, de los cuales normalmente se habrían tenido que pagar 6.000 dólares en impuestos. La Compañía de Seguros de Vida de Nueva York ofreció a ATS un préstamo hipotecario de 1,25 millones de dólares sobre la propiedad en julio. El proyecto se completó en septiembre de 1895. En ese momento, estaba entre los edificios más altos de la ciudad, solo detrás del Manhattan Life Insurance Building, el World Building, el Madison Square Garden y la Catedral de San Patricio. Sin embargo, 150 Nassau Street contenía espacio utilizable hasta el piso superior, mientras que las secciones superiores de las otras estructuras estaban compuestas principalmente por agujas o cúpulas. 150 Nassau Street fue en gran parte un desarrollo especulativo, que dependía de negocios del vecindario cercano del Civic Center para ocupar la estructura. Una vez terminado, el Departamento de Obras Públicas de Nueva York alquiló el sótano, el piso 17 y uno de los dos escaparates a nivel del suelo.

### Uso de la American Tract Society

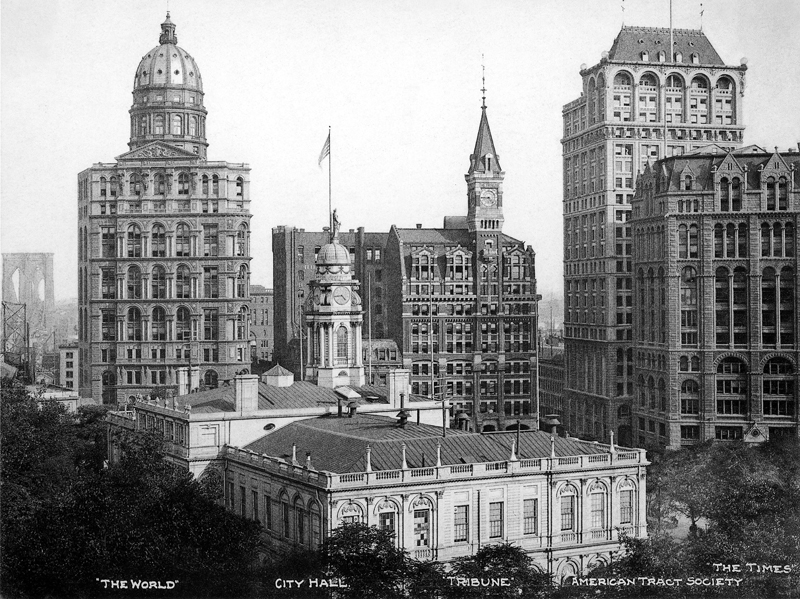
Vista al este desde el Ayuntamiento de Nueva York en 1906; 150 Nassau Street está al fondo a la derecha, detrás de 41 Park Row. El antiguo New York World Building (izquierda) y el New York Tribune Building (centro) también son visibles

La construcción de la nueva sede hizo que ATS se endeudara. Desde su apertura, 150 Nassau Street estuvo plagado de «dolorosas decepciones», en parte debido a su incapacidad para atraer inquilinos. También ocurrieron varios accidentes importantes de ascensores. En uno de esos accidentes un aparato cayó desde un piso inferior al sótano, y en otro se precipitó desde del octavo hasta el quinto piso sin reducir la velocidad; sin embargo, no hubo lesiones graves en ninguno de los incidentes. El tercer incidente de este tipo ocurrió en noviembre de 1896, cuando un ascensor cayó del décimo piso al sótano, hiriendo a tres personas. ATS reemplazó los elevadores Otis con elevadores Crane a principios de 1897. A pesar de esto, en septiembre de 1897, otro ascensor cayó 19 pisos, matando a los dos ocupantes. El jurado del forense no encontró a nadie culpable en el incidente de 1897, pero destacó la necesidad de un ingeniero de mantenimiento de ascensores «competente». Los accidentes de ascensores, que fueron cubiertos intensamente por los medios de comunicación, fueron una de las razones por las que los inquilinos se mostraron reacios a alquilar espacio en el edificio.
En 1900, 150 Nassau Street tenía más de 3000 empleados. En años posteriores, 150 Nassau Street fue ocupada por las oficinas administrativas y editoriales de ATS, así como por varios «inquilinos de carácter cuestionable», lo que a su vez dio lugar a acusaciones de mala gestión. ATS dejó de pagar la hipoteca en 1913 y, después de intentar sin éxito recaudar fondos, cedió la estructura a la New York Life Company el año siguiente.

### Historia posterior
En agosto de 1914, se anunció que The New York Sun se trasladaría a 150 Nassau Street y demolería su antigua sede cercana en las calles Nassau y Frankfort. El Sun comenzó a trastearse en julio siguiente, ocupando espacio en el sótano y del segundo al quinto piso. New York Life Insurance Company presentó una demanda para ejecutar la hipoteca de 1,25 millones de dólares del edificio. En 1916, un juez de la Corte Suprema de Nueva York nombró a un árbitro para supervisar la ejecución hipotecaria. El edificio fue dañado el mismo año por un incendio en un edificio de poca altura cercano en Beekman Street. The Sun se mudó durante 1919, el mismo año en que se vendió el edificio a 150 Nassau Street Corporation. La compañía incumplió con la hipoteca en 1936 y New York Life recuperó el edificio. New York Life lo conservó hasta 1945, después de lo cual fue adquirido por varios propietarios. Los inquilinos durante este tiempo incluyeron la Fundación Woodrow Wilson, fundada en 1921.
Los edificios New York World y Tribune inmediatamente al norte fueron demolidos en los años 1950 y 1960, y Pace College (más tarde Universidad de Pace) construyó 1 Pace Plaza en el sitio de este último. Pace también adquirió 150 Nassau Street y otros edificios cercanos en 1967, con planes para destruirlos y construir una torre de oficinas. Estos planes no prosperaron y la Universidad Pace vendió 150 Nassau Street en 1982.
Nassau Equities compró el edificio en 1998 y propuso renovar los pisos superiores con oficinas y residencias. Se produjo una controversia cuando el ejecutivo de Nassau Equities, Jack Lefkowitz, intentó desalojar a todos los inquilinos a la vez. Al año siguiente, el 15 de junio de 1999, la Comisión para la Preservación de Monumentos Históricos de Nueva York lo designó como un monumento oficial de la ciudad. Las renovaciones se llevaron a cabo durante 2001 y se completaron el año siguiente. El 7 de septiembre de 2005, fue designado como propiedad contributiva al Distrito histórico de Fulton-Nassau, un distrito del Registro Nacional de Lugares Históricos. La unidad del ático no se vendió hasta 2007. En 2013 el ático estaba nuevamente a la venta, esta vez por 20 millones de dólares. Ese mismo año los residentes presentaron una demanda para evitar que se abriera un restaurante Denny's en el edificio. El restaurante se trasladó a 150 Nassau Street de todos modos, pero cerró permanentemente en 2018.

## Recepción crítica
Los rascacielos de finales del siglo XIX del Bajo Manhattan recibieron en general una recepción mixta. La crítica negativa se centró principalmente en el diseño en capas de la fachada. Un escritor del Architectural Record dijo que 150 Nassau Street tenía una «repetición de motivo». Sarah Landau, resumiendo los sentimientos generales de los críticos hacia el edificio, dijo que «los detractores se opusieron a la división de los alzados de las calles en seis divisiones horizontales y a la considerable diversidad de tratamiento de arriba a abajo», pero que las capas eran típicas de los diseños de Robertson. Montgomery Schuyler elogió el diseño de la parte superior del edificio, pero criticó la división horizontal de seis partes de la fachada, diciendo que era «arbitraria» y no «correspondía con ningún requisito real, mecánico o estético».
El edificio también recibió elogios por las capas de la fachada, más que a pesar de ellas. Un artículo de Engineering News declaró que, como resultado de la inclusión de detalles como las hileras de cinturones, «el tratamiento general del edificio por parte de su diseñador es muy bueno y la apariencia es bastante agradable». El propio Robertson descubrió que los rascacielos «carecían de interés arquitectónico», pero que, a pesar de las muchas restricciones que consideraba un obstáculo para el diseño de los rascacielos, «se podría hacer algo monumental con el edificio». La Comisión de Preservación de Monumentos Históricos escribió que era arquitectónicamente notable como resultado de una «búsqueda contemporánea de una solución apropiada para la expresión arquitectónica de un rascacielos».